# 日鉄興和不動産
日鉄興和不動産株式会社（にってつこうわふどうさん、英文社名 NIPPON STEEL KOWA REAL ESTATE CO.,LTD.）は、東京都港区赤坂に本社を置く、日本の不動産会社（デベロッパー）。
日本製鉄が45%の株式を保有する筆頭株主で、同社の持分法適用関連会社として日本製鉄グループに属する。企業理念は「人と向き合い、街をつくる。」

## 概要

### 企業情報
興銀グループ（日本興業銀行系列、現在のみずほ銀行）の流れを汲み、東京都心においてオフィスビルや高級賃貸マンションの開発と賃貸事業に強みを持つ興和不動産と、八幡製鐵所跡地など日本製鉄グループの大規模遊休地開発や、住宅を中心とした都市部の市街地再開発とマンション建替え事業に強みを持つ新日鉄都市開発が、2012年10月に経営統合し新日鉄興和不動産として発足した総合不動産会社。2019年4月に日鉄興和不動産に商号変更。都心部のオフィスビル賃貸や外国人向け高級アパートメント賃貸といった賃貸事業と、マンションを中心とした分譲事業を主力としている。

### 企業理念
「人と向き合い、街をつくる。」

### 事業ポートフォリオ
オフィスビル事業では、東京都港区・中央区・千代田区などの都心部を中心とした、オフィスビルの企画開発、テナントリーシング、ビルマネジメントを行う。「興和ビル」や大規模オフィスビル「インターシティ」の他、中規模ハイグレードオフィス「BIZCORE」（ビズコア）を開発。法人向けシェアオフィス「WAW」（ワウ）を展開。
住宅事業では、「LIVIO」（リビオ）ブランドを中心とした分譲マンションに加え、東京都心の外国人向け高級賃貸マンション「HOMAT」（ホーマット）を供給。
物流施設事業では、「LOGIFRONT」（ロジフロント）ブランドで関東圏・関西圏を中心に展開。
2024年より主にインバウンド需要をターゲットとした中長期滞在型レジデンシャルホテル事業に参入。「＆Here」（アンドヒア）ブランドで拡大予定。

#### 全国分譲マンション供給戸数
- 2024年‐1,080戸（全国18位）
- 2023年‐1,406戸（全国12位）
- 2022年‐1,850戸（全国10位）
- 2021年‐1,782戸（全国10位）
- 2020年‐1,711戸（全国9位）
- 2019年‐1,479戸（全国11位）
- 2018年‐1,539戸（全国10位）

#### スペースシェアリングサービス
東京建物と共同で、シェアオフィスのスペースシェアリングプラットフォーム「TIMEWORK」を提供中。

#### オープンイノベーション
CVC（コーポレート・ベンチャー・キャピタル）活動として、既存事業とのシナジーの高いベンチャー企業に対して投資を実施。

## 拠点

### 本社
- 東京都港区赤坂1-8-1 赤坂インターシティAIR 20階（受付）

### 地方支店
- 関西支店
- 九州支店

### 地方部室
- 名古屋ビル事業部
- 大阪ビル事業部
- 大阪事業共創室
- 福岡ビル事業部

### 地方事業所
- 室蘭事業所
- 釜石事業所
- 東海事業所
- 瀬戸内事業所
- 北九州事業所
- 大分事業所

## 沿革
- 1952年（昭和27年）10月 - （初代）興和不動産設立。
- 1961年（昭和36年）4月1日 - 新日鉄の前身・富士製鐵グループの富士鐵企業が発足。
- 1965年（昭和40年）3月 - 同じく新日鉄の前身・八幡製鐵グループの八幡不動産が発足。
- 1970年（昭和45年）
  - 5月 - 八幡不動産が日鐵不動産に社名変更。
  - 7月 - 富士鐵企業が日鐵企業に社名変更。
- 1985年（昭和60年）10月 - 日鐵企業と日鐵不動産が合併し、日鉄ライフが発足。
- 1989年（平成元年）6月 - 新日鉄に都市開発事業部が発足。
- 1997年（平成9年）3月 - 興和不動産販売発足。
- 2001年（平成13年）4月1日 - 新日鉄の都市開発事業部が行うマンション事業を日鉄ライフが継承し、新日鉄都市開発に商号変更。
- 2002年（平成14年）4月1日 - 新日鉄都市開発が新日鉄の都市開発事業部を統合。
- 2003年（平成15年）4月1日 - 会社分割により、新日鉄都市開発の保険代理事業をエヌエス保険サービス（現・日鉄保険サービス）に移管。
- 2004年（平成16年）9月 - 会社分割により、（初代）興和不動産の事業の大部分を興和不動産販売に移管、興和不動産販売は（2代目）興和不動産に、（初代）興和不動産はケイアール不動産にそれぞれ商号変更。
- 2006年（平成18年）10月10日 - 興和不動産が興和西麻布ビルから興和南青山ビル（第27興和ビル）へ本社移転。
- 2007年（平成19年）1月1日 - 会社分割（吸収分割）により、日鉄鋼管の不動産賃貸事業を新日鉄都市開発が継承。
- 2008年（平成20年）4月4日 - ケイアール不動産が特別清算を申請[1]。
- 2009年（平成21年）4月25日 - 興和不動産が興和品川開発を吸収合併。
- 2012年（平成24年）
  - 3月26日 - 興和不動産と新日鉄都市開発が統合を発表[2]。
  - 10月1日 - 興和不動産が新日鉄都市開発を吸収合併し、新日鉄興和不動産に商号変更。
- 2018年（平成30年）3月26日 - 興和南青山ビルから赤坂インターシティAIRへ本社移転。
- 2019年（平成31年）4月1日 - 日鉄興和不動産に商号変更。
- 2023年（令和5年）12月5日 - 日鉄興産の不動産事業に関する権利義務の一部を承継。

## 歴代社長
|        | 氏名     | 在任期間      | 出身校               |
| ------ | -------- | ------------- | -------------------- |
| 初代   | 成川哲夫 | 2012年-2014年 | 慶應義塾大学経済学部 |
| 二代目 | 永井幹人 | 2014年-2019年 | 慶應義塾大学経済学部 |
| 三代目 | 今泉泰彦 | 2019年-2023年 | 東京大学経済学部     |
| 四代目 | 三輪正浩 | 2023年-       | 東京大学経済学部     |

## 受賞歴
- 2024年-健康経営優良法人2023（ホワイト500）[3]
- 2023年-健康経営優良法人2023（ホワイト500）[4]
- 2022年-第5回「がんアライ宣言・アワード」ゴールド
- 2021年-健康経営優良法人2021（ホワイト500）[4]
- 2020年-東京都一斉帰宅抑制推進モデル企業
- 2020年-健康経営優良法人2020（ホワイト500）[4]
- 2019年-健康経営優良法人2019（ホワイト500）[4]
- 2018年-第31回日経ニューオフィス賞「ニューオフィス推進賞」

## 主要実績

### 大規模オフィスビル

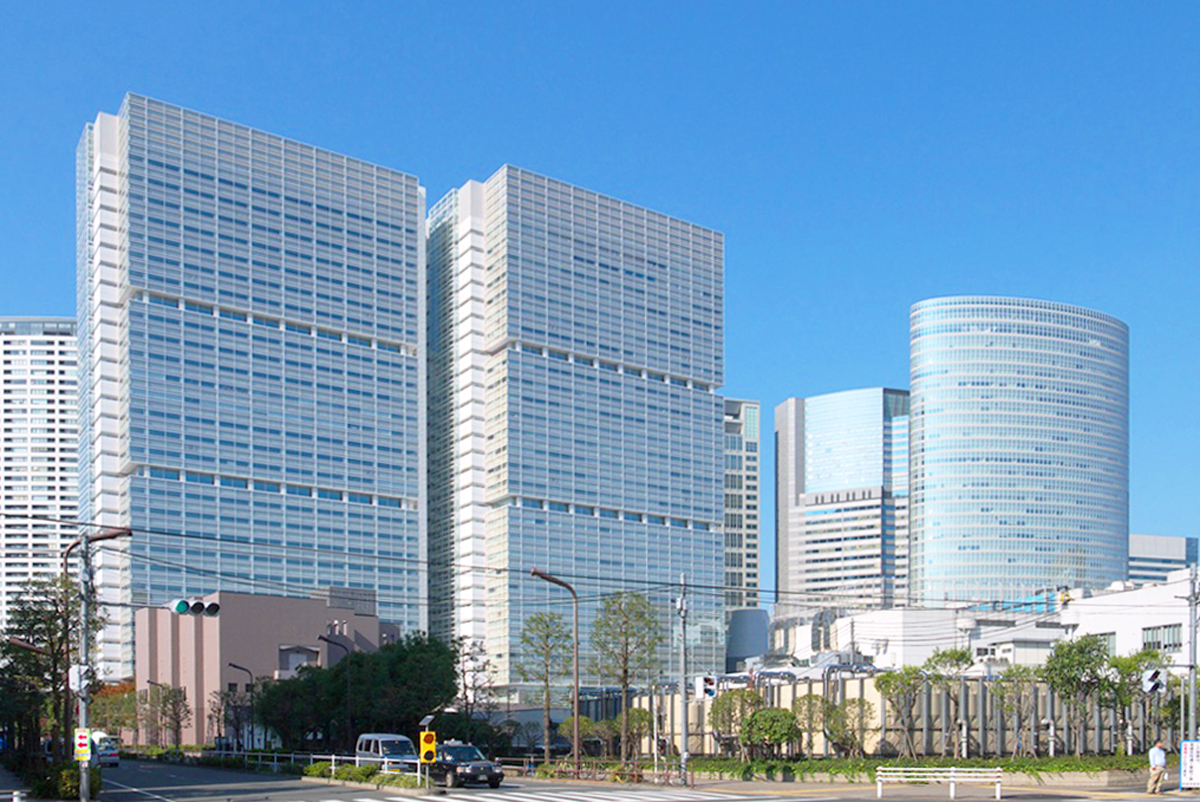
品川インターシティ

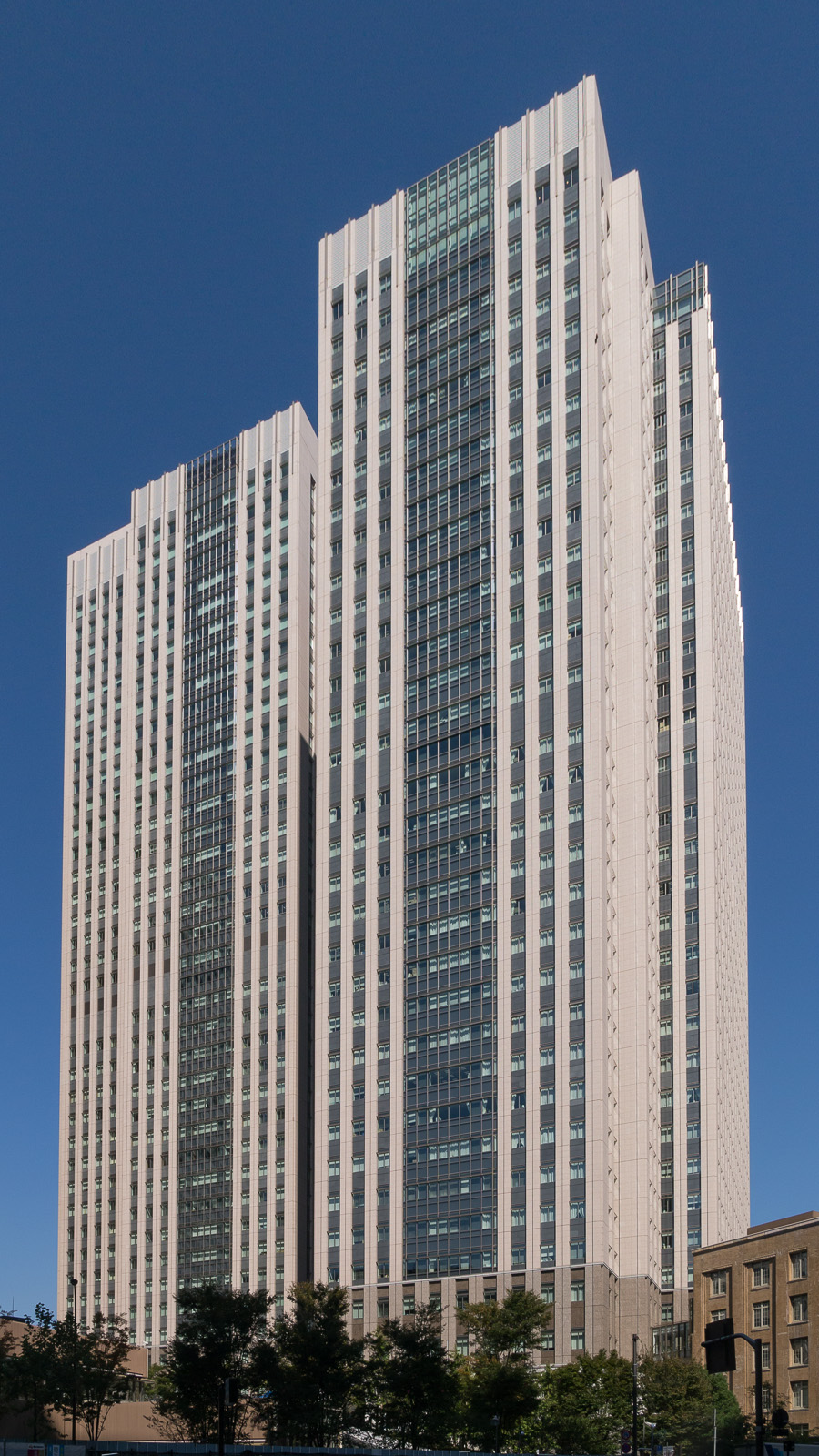
霞が関コモンゲート

#### 東京都

##### 港区
- 赤坂インターシティAIR - 赤坂一丁目地区第一種市街地再開発事業
- 品川インターシティ - 旧国鉄品川駅東口貨物ヤード跡の再開発によるオフィスビル
- 赤坂インターシティ
- 浜離宮インターシティ
- オークラプレステージタワー ‐ ホテルオークラ東京本館建替事業
- suito芝浦 ‐ 東京建物との共同事業
- 芝浦ルネサイトタワー ‐ 中央日本土地建物、阪急阪神リート投資法人との共同事業
- アークヒルズフロントタワー
- 興和南青山ビル ‐ パーソル南青山ビル（旧 新日鉄興和不動産本社ビル）
- 興和白金台ビル（第31興和ビル）
- 興和広尾ビル（第32興和ビル）
- 興和西麻布ビル（第38興和ビル）
- 興和西新橋ビル
- 虎ノ門アルセアタワー ‐ 虎ノ門二丁目地区第一種市街地再開発事業
- 虎ノ門一丁目中央地区第一種市街地再開発事業 ‐ 共同事業協力者 西松建設

##### 千代田区
- 霞が関コモンゲート - 霞が関地区の再開発。東京建物、豊田通商などとの共同事業
- 興和一橋ビル
- 番町会館
- 興和二番町ビル
- 神田淡路町二丁目ビル
- 神田小川町三丁目西部南地区第一種市街地再開発事業

##### 中央区
- 日鉄日本橋ビル ‐ 旧 日鐵日本橋ビルの建替事業
- 興和住生築地ビル ‐ 住友生命保険 旧東京本社
- 築地二丁目地区第一種市街地再開発事業 - 第29興和ビル・NTTデータ築地ビル等の共同建替事業
- 日本橋一丁目東地区第一種市街地再開発事業 ‐ 共同事業協力者 三井不動産・東急不動産

##### 渋谷区
- マンサード代官山

##### 目黒区
- 第44興和ビル

##### 品川区
- 大崎ブライトタワー
- パーク24グループ本社ビル ‐ 第28興和ビル、五反田Kビルの建替事業
- 西五反田7丁目ビル ‐ 旧 オーク五反田ビル
- 品川浦周辺北地区・西地区・南地区市街地再開発事業

#### 神奈川県
- 横浜シンフォステージ ‐ みなとみらい21中央地区53街区開発事業
- 興和川崎西口ビル ‐ 関電不動産開発との共同事業
- 興和川崎東口ビル

#### 千葉県
- 幕張テクノガーデン

#### 愛知県
- 名古屋インターシティ ‐ 名古屋興銀ビルの建替事業
- ちとせビル

#### 大阪府
- グランフロント大阪
- 大阪興銀ビル

#### 福岡県
- 福岡興銀ビル

#### 長崎県
- 長崎BizPORT ‐ 長崎食糧倉庫との共同事業

#### 大分県
- NS大分ビル
- 大分鐵鋼ビルディング

### 中規模ハイグレードオフィスビル
- BIZCORE神保町
- BIZCORE赤坂見附
- BIZCORE築地
- BIZCORE渋谷
- BIZCORE神田須田町
- BIZCORE東神田
- BIZCORE御茶ノ水
- BIZCORE西新橋
- BIZCORE飯田橋
- （仮称）BIZCORE神保町Ⅱ計画
- （仮称）BIZCORE日本橋計画

### 商業ビル
- 銀座尾張町TOWER
- 興和仲町通ビル

### 大規模分譲マンション

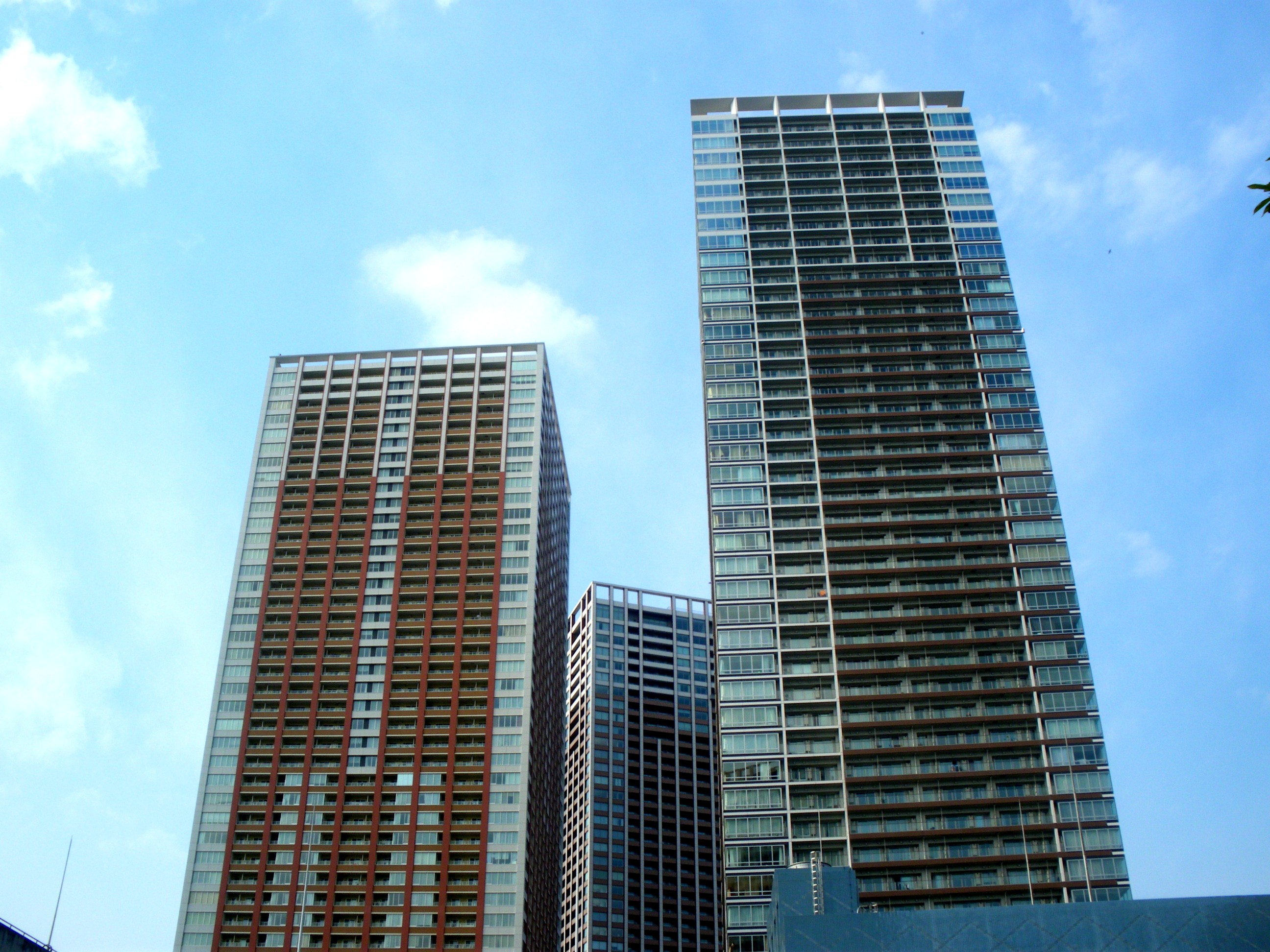
芝浦アイランド

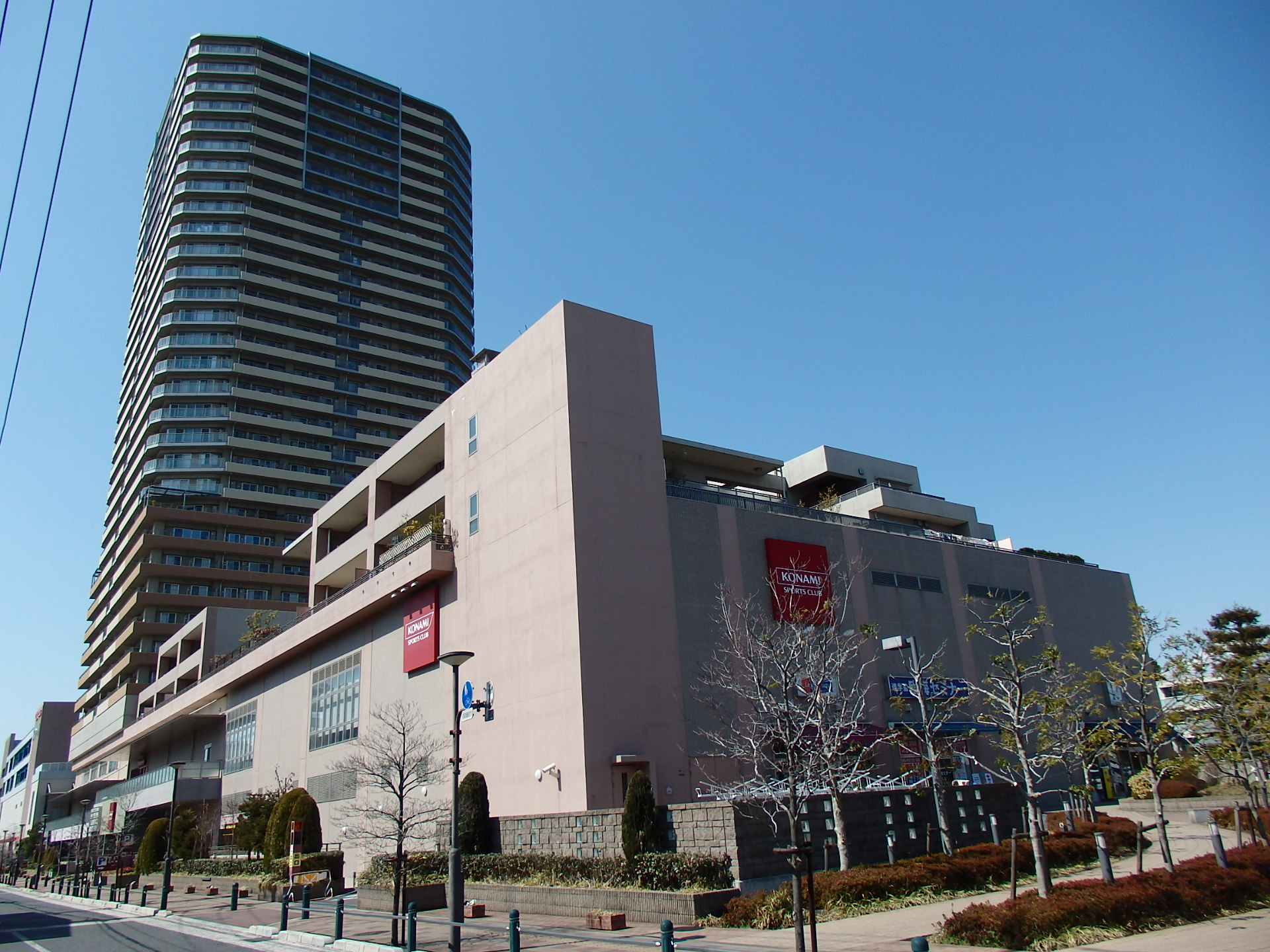
MUSE CITY ザ・ファーストタワー

#### 東京都
- リビオタワー品川
- リビオシティ文京小石川
- 芝浦アイランド - 三井不動産、三菱商事などとの共同事業
- テラス渋谷美竹
- ザ・神宮前レジデンス - 原宿団地建替事業
- パークコート赤坂 ザ タワー - 三井不動産レジデンシャルとの共同事業
- アイ・タワー
- パークコート麻布十番 ザ タワー - 三田小山町地区第一種市街地再開発事業
- パークタワー晴海
- リビオタワー板橋 - 防災街区整備事業
- パークコート文京小石川 ザ タワー - 春日・後楽園駅前地区第一種市街地再開発事業
- THE TOWER JUJO - 十条駅西口地区第一種市街地再開発事業
- 三田小山町西地区第一種市街地再開発事業
- 船堀四丁目地区第一種市街地再開発事業

#### 埼玉県
- 武蔵浦和SKY&GARDEN - 三菱商事、三菱地所レジデンスとの共同事業
- 大宮サクラスクエア - 大宮駅西口第3-B地区第一種市街地再開発事業
- MUSE CITY ザ・ファーストタワー - 武蔵浦和駅第8-1街区市街地再開発事業
- リビオシティ川口元郷
- リビオタワー川口ミドリノ
- リビオ大宮宮原

#### 神奈川県
- セントガーデン海老名
- リビオタワー羽沢横浜国大
- エアヒルズ藤沢 - 藤沢住宅建替事業
- 横濱紅葉坂レジデンス - 花咲団地建替事業
- リビオタワー小田急相模原レジデンス - 小田急相模原駅前西地区第一種市街地再開発事業
- リビオ橋本タワーブロードビーンズ

#### 千葉県
- リビオシティ船橋北習志野 - 習志野台団地（一部区画）建替事業
- リビオシティ船橋高根台

#### 大阪府
- ザ・ミリカシティ
- リビオシティ三国ヶ丘
- シティタワー西梅田

### 外国人向け高級賃貸住宅
- ホーマットシャロン
- ホーマットバイカウント
- ホーマットバージニア
- ホーマットアンバサダー
- ホーマットモナーク
- ホーマットバロン
- ホーマットエイボン
- ホーマットプレジデント - 閉鎖済み
- KARA BLANC

### 日本人エグゼクティブ向け高級賃貸住宅
- リビオレジデンス西麻布 - 西麻布六本木通ビル（旧 西麻布28森ビル）の建替事業
- スカイハウス浜離宮
- 芝浦アイランド ブルームタワー

### 物流施設

#### 関東エリア
- LOGIFRONT越谷Ⅰ
- LOGIFRONT越谷Ⅱ
- LOGIFRONT狭山
- LOGIFRONT浦安
- LOGIFRONT厚木
- LOGIFRONT越谷Ⅲ
- LOGIFRONT横浜鶴見

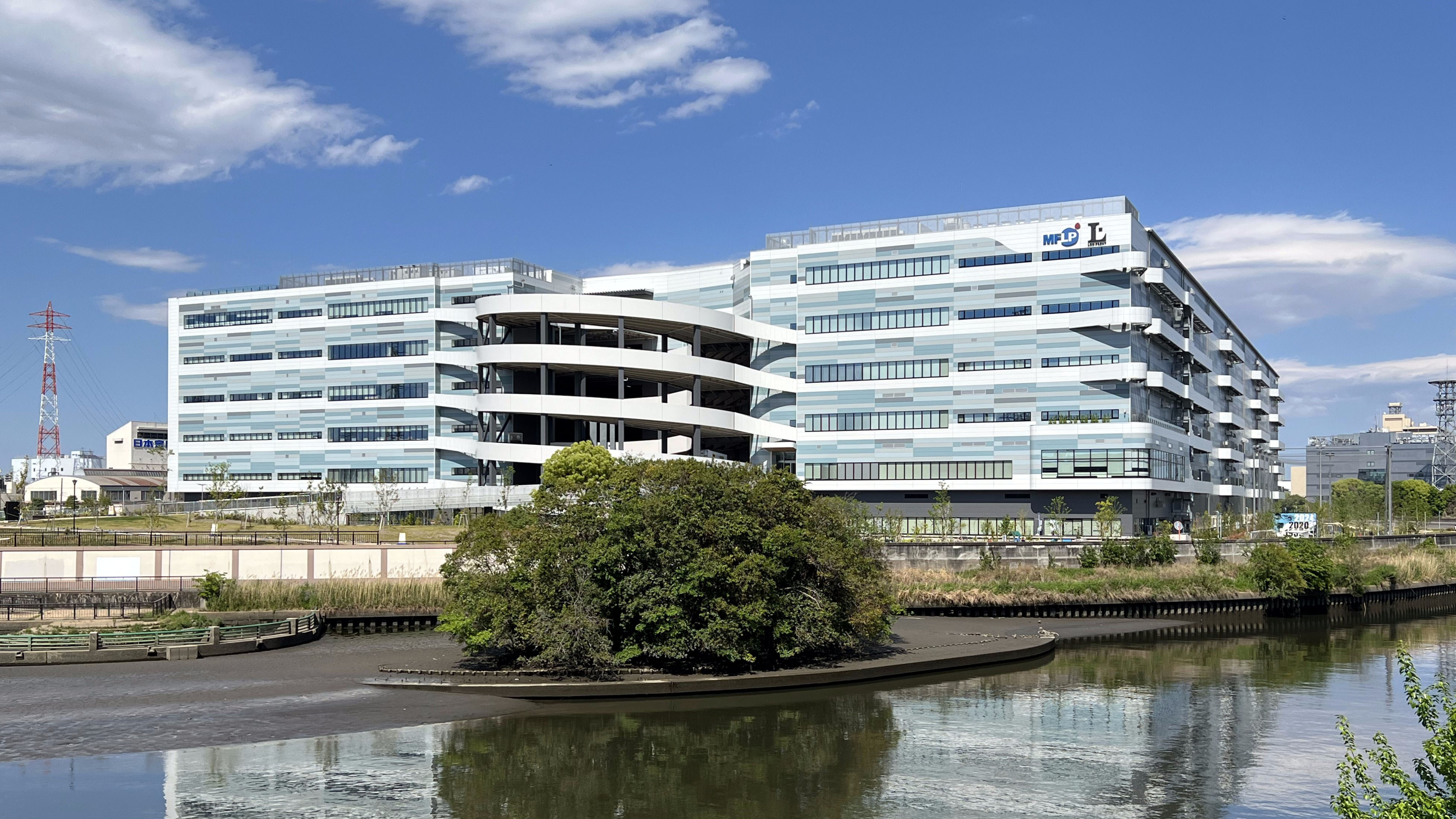
MFLP・LOGIFRONT 東京板橋

- MFLP・LOGIFRONT東京板橋 - 三井不動産との共同事業
- 板橋物流センター

#### 中京エリア
- LOGFRONT名古屋みなと

#### 関西エリア
- LOGIFRONT尼崎Ⅰ
- LOGIFRONT尼崎Ⅱ
- LOGIFRONT尼崎Ⅲ
- LOGIFRONT尼崎Ⅳ
- LOGIFRONT門真

- 南大阪流通センター

### 大規模地域開発
- 八幡東田総合開発 - 八幡製鐵所遊休地120ヘクタール・福岡県北九州市八幡東区東田地区における再開発。北九州市と共同でJR九州の新駅（スペースワールド駅）を中心とした市街地インフラ整備を行い、イオンモール八幡東などを整備した。
- 大津・勝原地区開発 - 広畑製鐵所の社宅跡地（兵庫県姫路市）の再開発。住宅地やイオンモール姫路大津を整備した。
- 堺・北花田地区開発 - 堺製鐵所の社宅跡地（大阪府堺市北区）の再開発。住宅地やイオンモール堺北花田プラウを整備した。
- 堺浜地区開発 - 堺製鐵所の遊休地（堺市堺区）を再開発し、商業施設堺浜シーサイドステージや公園などを整備。
- 室蘭ショッピングモール開発 - 室蘭製鐵所のグラウンド跡地を再開発し、商業施設MORUE中島を整備。

### 国際事業

#### 北米
- 米国・アリゾナ州フェニックス都市圏 賃貸住宅バリューアッド事業

- 米国・ジョージア州アトランタ都市圏 賃貸住宅バリューアッド事業

#### 豪州
- オーストラリア・メルボルン 住宅開発事業

#### 東南アジア
- タイ・バンコク 分譲コンドミニアム開発事業
- ミャンマー・ヤンゴン サービスアパートメント開発事業（ザ・ゴールデン・テラス）

### 会員制シェアオフィス
- WAW日本橋（東京都中央区）
- WAW赤坂（東京都港区）
- WAW神田（東京都千代田区）
- WAW赤坂第35興和ビル（東京都港区）
- WAW品川インターシティフロント（東京都港区）
- WAW上野（東京都台東区）
- WAW大宮（埼玉県さいたま市）
- WAW虎ノ門アルセアタワー（東京都港区）

### レジデンシャルホテル
- &Here東京上野（東京都台東区）
- &Here大阪難波（大阪府大阪市中央区）
- &Here新宿（東京都新宿区）
- &Here福岡博多（福岡県福岡市博多区）
- &Here東京浅草（東京都台東区）

### インキュベーション・オフィス
- SPROUND（東京都港区） - B2B領域のスタートアップ企業向けインキュベーション・オフィス

### ワーケーション施設
- Nemaru Port（岩手県釜石市） - 釜石市・かまいしDMC・日鉄興和不動産・オカムラ ４者共同プロジェクト
- （仮称）Nemaru-PortⅡ計画（岩手県釜石市）

## 関連会社

### ビル・マンション管理事業
- 株式会社日鉄コミュニティ - マンション・ビル管理会社
- 興和不動産ファシリティーズ株式会社 - ビル管理会社
- 赤坂インターシティマネジメント株式会社
- 品川インターシティマネジメント株式会社

### 不動産賃貸事業
- 株式会社幕張テクノガーデン
- 株式会社豊の国エヌエス・マネジメント

### 資産運用事業
- 興和不動産投資顧問株式会社 - 私募ファンドや私募リート日鉄興和不動産プライベート投資法人の資産運用会社
- ジャパンエクセレントアセットマネジメント株式会社 - ジャパンエクセレント投資法人の資産運用会社

### ホテル運営事業
- NSKREホスピタリティ株式会社 - 中長期滞在型レジデンシャルホテルの運営

### 熱源供給事業
- 品川熱供給株式会社

### 保険代理事業
- 日鉄保険サービス株式会社 - 日本製鉄グループの総合保険代理店。日本製鉄との共同出資

### 警備事業
- 株式会社アーバンセキュリティ - 綜合警備保障（ALSOK）との共同出資

### かつての関連会社
- トップリート・アセットマネジメント株式会社 - 不動産投資信託を行うトップリート投資法人の資産運用を担当。住友信託銀行（現・三井住友信託銀行）及び王子不動産との共同出資で2004年に設立されたが、2012年9月に旧・新日鉄都市開発が三井住友信託銀行に持株を譲渡[5]。
- 興和不動産レジデンスサービス株式会社 - マンション管理会社。2014年4月1日、日鉄コミュニティへ吸収合併[6]
- 株式会社テェイスト･ライフ - 日本製鉄グループを中心とした事業所の給食と福利厚生施設の運営受託。2024年6月にニッコクトラストへ株式譲渡

## 広告活動

### イメージキャラクター
- 横浜流星（2022年-）
- 井桁弘恵（2018年-）

### スポンサー団体
- 日本製鉄堺ブレイザーズ
- 日本製鉄釜石シーウェイブス
- 紀尾井ホール
- 日本フィルハーモニー交響楽団
- 品川CC ブルザイズ